# Šurd
Šurd (madžarsko Surd) je vas na Madžarskem, ki upravno spada v podregijo Nagykanizsa Županije Zala. Tukaj sta živela Štefan Küzmič in Mihael Bakoš, slovenska pisatelja.